# Bioelektrochemia
Bioelektrochemia, elektrochemia biologiczna (grec. βιολογικών ηλεκτροχημεία) – dziedzina nauki z pogranicza chemii i biologii badająca biologiczne procesy przebiegające z przeniesieniem ładunku (procesy redoks, transport jonowy) oraz wykorzystująca metody elektrochemiczne do poznawania lub odtwarzania innych zjawisk i procesów w układach biologicznych.
Do pierwszej grupy zagadnień należą:
- badania procesów enzymatycznych,
- przenoszenie elektronów i protonów w organizmach żywych,
- transport ładunku przez membrany biologiczne,
- przekazywanie impulsów nerwowych,
- przetwarzanie i magazynowanie energii,
- zrozumienie biologicznych funkcji elektroaktywnych cząsteczek, np. metaloprotein, wymaga poznania ich potencjałów redoks oraz określenia dostępnych stopni utlenienia jonu centralnego.

Drugą grupę obejmują elektrochemiczne badania tzw. układów biomimetycznych – syntetycznych i półsyntetycznych związków chemicznych naśladujących układy funkcjonujące w organizmach żywych. Stosowane w bioelektrochemii techniki elektrochemiczne to:
{\displaystyle {\left.{\begin{matrix}polarografia\\woltamperometria\\amperometria\\potencjometria\\chronokulometria\end{matrix}}\right\}{Cze\!\!,sto\;sprze\!\!,{\dot {z}}one\;z\;metodami\;spektroskopowymi \atop (spektoelektrochemia)}}}
Bioelektrochemia spełnia zadania poznawcze jako nauka o charakterze podstawowym; rezultaty jej badań są wykorzystywane m.in. do opracowywania nowych katalizatorów, sensorów elektrochemicznych, biosensorów, układów mikroelektronicznych, np. wykorzystujących enzymy lub warstwy i dwuwarstwy lipidowe. Głównymi kierunkami rozwoju bioelektrochemii są:
- procesy redukcji i utleniania składników układów biologicznych,
- elektrochemia biomembran i ich modeli,
- elektrochemiczne biosensory,
- biomolekularne elementy elektroniczne oraz zastosowania technik elektrochemicznych w biologii i medycynie.

Największe postępy osiągnięto w zrozumieniu mechanizmu przeniesienia elektronu w metaloproteinach i ich mutantach dzięki badaniom bionieorganicznym modeli centrów aktywnych białek; wyniki tych badań pozwoliły przygotowanie i zastosowanie katalizatorów do redukcji tlenu, związków azotu, także poznanie czynników kontrolujących procesy transporty elektronów i protonów przez biomembrany. Obecnie dzięki miniaturyzacji urządzeń elektrochemicznych, głównie elektrod (mikroelektroda), można śledzić przebieg procesów wewnątrz komórek i połączeniach międzykomórkowych, np. synapsach, lub transport jonów przez błony pojedynczej komórki (tzw. metoda patch-clamp); rozwinęły się techniki badań w czasach mikro- i nanosekundowych i czułe metody oznaczania składników istotnych dla funkcjonowania układów biologicznych, obecnych w organizmach w tzw. śladowych stężeniach.
Metody elektrochemiczne stosowane są w diagnostyce i terapii medycznej, oznaczaniu i poszukiwaniu nowych leków; badania procesów korozyjnych maja na celu wybór optymalnych materiałów, np. na implanty (biomateriały).

## Historia
Historia bioelektrochemii sięga odkryć Luigiego Galvaniego, który udowodnił związki między zjawiskami elektrycznymi a funkcjonowaniem układów biologicznych; jako dyscyplina szczegółowa bioelektrochemia została wyodrębniona w elektrochemii w latach 70. XX w. dzięki pracom m.in. Alberta Szent-Györgyiego, w następstwie dynamicznego rozwoju teorii przeniesienia elektronu (Rudolph A. Marcus, lata 60.) oraz ich zastosowania do opisu układów biologicznych. Wyodrębnieniu się tej dyscypliny sprzyjał znaczny postęp w zrozumieniu budowy fotosyntetycznych i oddechowych łańcuchów białek redoks, osiągnięty dzięki rozwojowi badań spektroskopowych (głównie NMR) oraz rentgenowskich. Problemami bioelektrochemii zajmują się głównie następujące towarzystwa naukowe:
- Międzynarodowe Towarzystwo Elektrochemii – Sekcja Bioelekrochemii,
- Amerykańskie Towarzystwo Elektrochemiczne i Towarzystwo Bioeletrochemiczne.

Główne czasopisma:
- „Bioelectrochemistry and Bioenergy”
- „Analytical Biochemistry”
- „Biophysical Journal”[1][2]